# Ижорская улица (Москва)
Ижо́рская улица — улица в Дмитровском районе и районе Западное Дегунино Северного административного округа города Москвы. Проходит от улицы Бусиновская Горка до Вагоноремонтной улицы.

## Название
Образована 7 июля 1983 года из Бусиновского проезда и Новой улицы. Названа по реке Ижора, в связи с расположением улицы на севере Москвы.

## Описание
Ижорская улица начинается от улицы Бусиновская Горка, проходит на северо-восток, слева к ней примыкает Бусиновский проезд (бывший Проектируемый проезд № 5207), потом справа к ней примыкает Проектируемый проезд № 210, после справа к ней примыкает Коровинское шоссе, потом пересекает Лобненскую улицу и заканчивается примыканием к Вагоноремонтной улице, не доходя до Вагоноремонтной улицы, соединяется небольшим проездом с Клязьминской улицей.

## Примечательные здания и сооружения
Между улицами Ижорская и Бусиновская Горка расположен построенный в 1859 году Храм Сергия Радонежского в Бусинове. С начала 1990-х годов храм вновь перешёл в число действующих и с тех пор проходит постепенное восстановление.

## Транспорт
По Ижорской улице курсируют автобусы:
| 270: | Лобненская улица • Ховрино • Беломорская • Речной вокзал                   |
| 499: | Лианозово • Бескудниково • Яхромская • Грачёвская • Ховрино (←) • Бусиново |
| 559: | Улица Корнейчука • Алтуфьево • Лианозово • Марк (←) • Ховрино              |
| 656: | Бусиново • Ховрино • Селигерская                                           |
| 673: | Грачёвская • Ховрино • Ховрино • Речной вокзал                             |

«→» — остановки проходятся только при движении в прямом направлении; «←» — остановки проходятся только при движении в обратном направлении.
Начало улицы:
- Пересечение с улицей Бусиновская горка.

Конец улицы:
- Пересечение с Вагоноремонтной улицей.